# Adaptación de impedancias
En electrónica adaptar o emparejar las impedancias, consiste en hacer que la impedancia de salida de un origen de señal, como puede ser una fuente de alimentación o un amplificador, sea igual a la impedancia de entrada de la carga a la cual se conecta. Esto con el fin de conseguir la máxima transferencia de potencia y aminorar las pérdidas de potencia por reflexiones desde la carga. Esto sólo es aplicable cuando ambos dispositivos son lineales. 
A veces en los circuitos eléctricos, se necesita encontrar la máxima transferencia de voltaje en vez de la máxima transferencia de potencia. En este caso lo que se requiere es encontrar el valor de impedancia donde la impedancia de carga sea mucho más grande que la impedancia de la fuente. 
El concepto de emparejar la impedancia se desarrolló originalmente para la potencia eléctrica, pero fue generalizado a otros campos de la ingeniería donde cualquier forma de energía (no solamente la eléctrica) es transferida entre una fuente y una carga.

## Ejemplos en otros campos de la física
Acústica
Al igual que ocurre en la electricidad y electrónica cuando se transfiere potencia, el problema de la adaptación de impedancias está presente cuando se transfiere energía sonora de un medio a otro. Si la impedancia acústica de los dos medios entre los que se transmite es muy distinta, la mayor parte de la energía sonora se reflejará o será absorbida, en lugar de transferirse.
El gel que se aplica sobre la piel al tomar una ecografía (ultrasonidos) ayuda a transferir la energía acústica al cuerpo para luego recuperarla (eco). Sin el gel, el desajuste de impedancias en las discontinuidades transductor-aire y aire-piel provocarían que se reflejaran los ultrasonidos hacia el transductor, no permitiendo penetrar en el cuerpo para luego reflejarse.
La mayoría de los altavoces incluyen sistemas de ajuste de impedancias, especialmente para las bajas frecuencias.
Óptica
Un efecto similar ocurre cuando la luz u otra onda electromagnética pasa de un medio a otro con diferente índice de refracción. La impedancia óptica de cada medio puede ser calculada; y mientras más ajustadas estén, más luz se refractará y menos se reflejará. La tasa de reflexión se puede calcular usando las ecuaciones de Fresnel.